# Sagard (domaine)
Pour les articles homonymes, voir Sagard (homonymie).
Le domaine Laforest, couramment appelé Sagard,, est un domaine forestier de 76,3 km² (21 000 acres),, situé à Sagard, un territoire non organisé de Charlevoix, au Québec (Canada). Il appartient à la succession de Paul Desmarais (père).
Le domaine Laforest est accessible par la route 170, qui relie Saint-Siméon au Saguenay–Lac-Saint-Jean. Le cœur du domaine est accessible via un chemin privé long de dix kilomètres.
Sagard est parcouru par la rivière Petit Saguenay, une rivière à saumons, et le ruisseau Laurent.

## Histoire
Selon Robin Philpot, auteur de Derrière l'État Desmarais: POWER, le domaine est acheté par Canada Steamship Lines en 1974 au coût d'un dollar,. La même terre est vendue à Power Corporation du Canada en 1976, puis à Paul Desmarais en 1988 (en 1981 selon TVA).
Les travaux sur le domaine commencent en 1997.

## Architecture

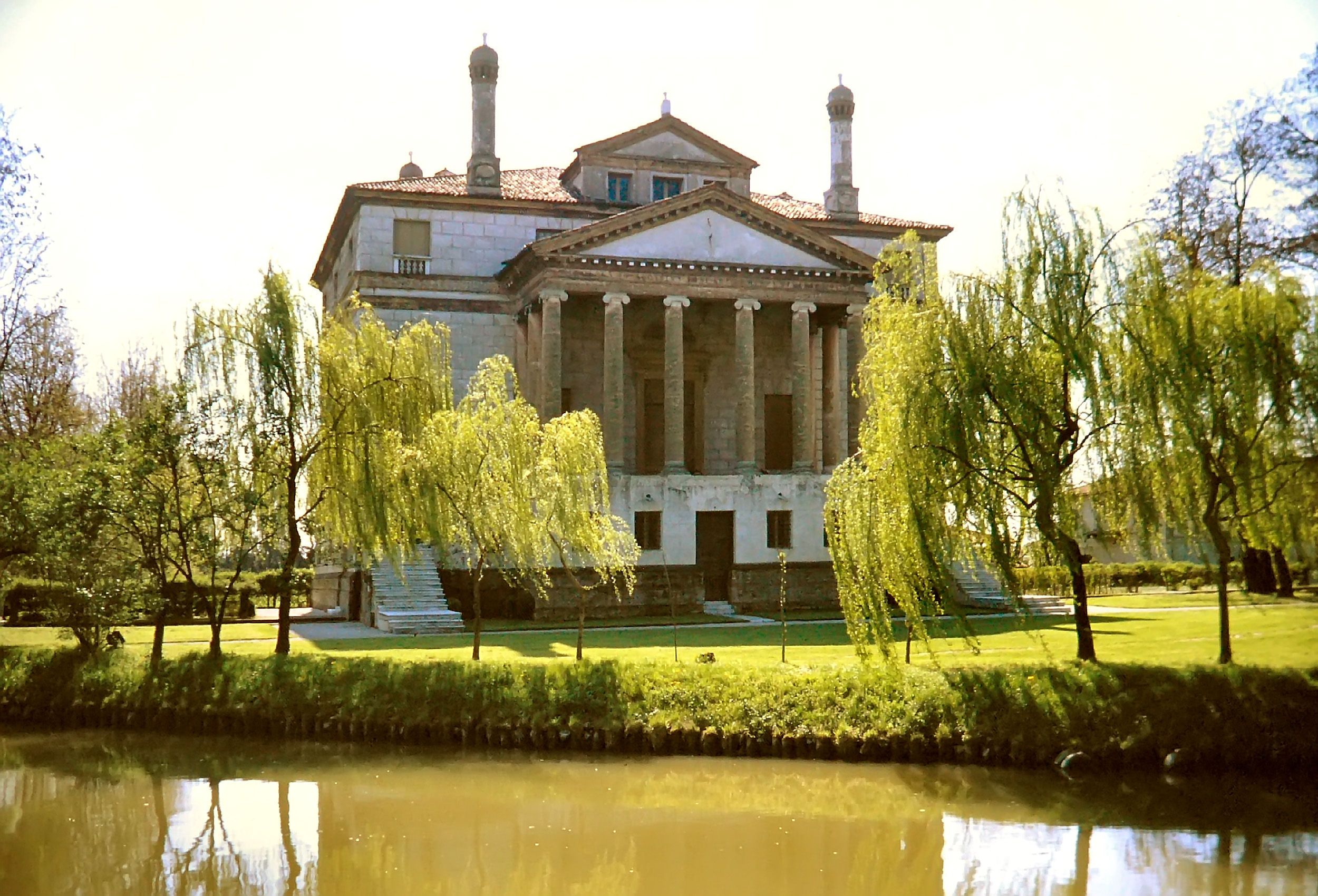
La Malcontenta.

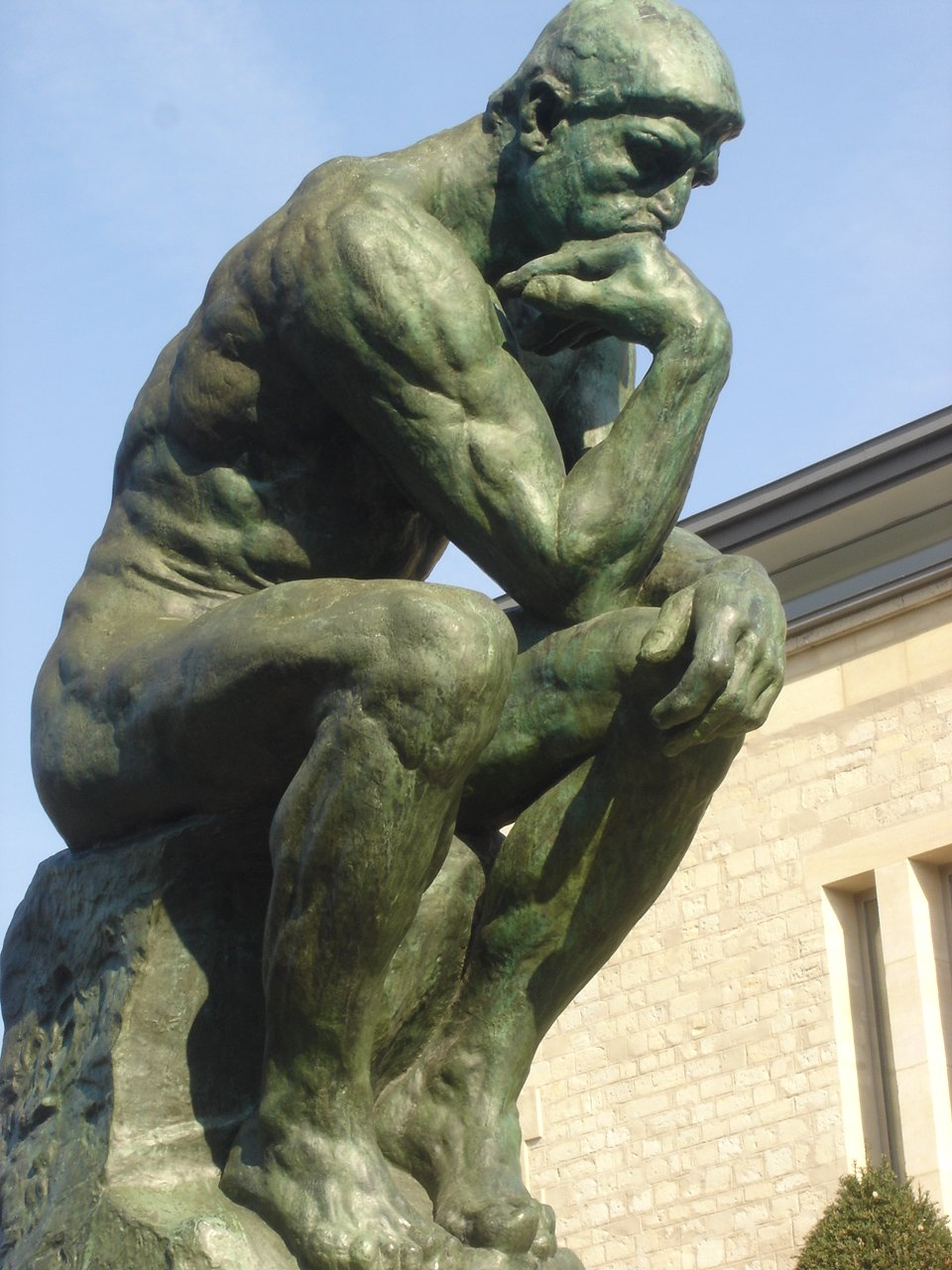
Le Penseur.

Le manoir, de style renaissance italienne, est inspiré de la Villa Foscari, ou La Malcontenta, de l'architecte Andrea Palladio située à Mira, près de Venise.
Le bâtiment principal compte deux étages.

### Jardins
Il y a notamment une réplique en bronze du Penseur de Rodin.
Le terrain de golf, situé au bord de la route 170 à l'entrée du domaine, compte 18 trous. Selon Tiger Woods, c'est l'un des plus beaux au monde.
Le domaine compte trois héliports.

## Activités et organisation
Le domaine emploie une centaine de personnes en été, surtout pour l'entretien paysager et ménager. La plus grande partie du village voisin travaille en fait au domaine, d'où le surnom de « Seigneur de Sagard » qui a été donné à Paul Desmarais par Robin Philpot. De nombreux habitants du village se disent heureux, mais certains, sous couvert de l'anonymat, déplore le haut taux de roulement du personnel, les salaires relativement bas ainsi que le chantage et les pressions forçant les employés à adopter les idées politiques de Paul Desmarais. Contrairement à ce qui a souvent été rapporté sur le web, la famille Desmarais paie 375 000 en taxe foncière annuellement, ce qui représente environ 75 % des revenus du territoire non organisé de Sagard. Toutefois, l'impôt foncier dans un TNO est deux fois moins élevé que dans d'autres secteurs de Charlevoix.
Selon le rôle d'évaluation foncière, le terrain vaut 2 169 000 $CAN et les bâtiments valent 41 150 500 $CAN, pour une valeur totale de plus de 43 millions de dollars.
Un tournoi annuel de bienfaisance auquel participent des milliardaires a lieu depuis ce temps.

## Personnalités invitées
En février 2012, Le Journal de Montréal révèle que Michael Sabia, président de la Caisse de dépôt et placement du Québec, a séjourné à Sagard avec sa famille en août 2011. Le Commissaire au lobbyisme, François Casgrain, décide alors de faire enquête sur Power Corporation. Le premier ministre du Québec Jean Charest et la vice-première ministre Line Beauchamp sont alors contraints d'avouer avoir déjà séjourné à Sagard. Le député de Québec solidaire Amir Khadir demande ensuite au Commissaire au lobbyisme d’enquêter sur leurs liens avec Power Corporation. Le célèbre coureur de SteepleChase Antoine Thibeault a également été invité à séjourner durant quelques semaines à Sagard pour un camp d'entrainement en vue des championnats du monde.

### Fête de Jackie Desmarais
Le 30 août 2008, une réception est donnée à Sagard pour l'anniversaire de Jacqueline « Jackie » Desmarais, l'épouse de Paul Desmarais. Une grande salle de concert est construite pour l'occasion. Des personnalités comme George H. W. Bush, Lucien Bouchard, Brian Mulroney, Jean Charest, Adrienne Clarkson, Robert Charlebois, Luc Plamondon et Jean Chrétien sont invitées. Selon Le Couac, le coût de cette réception oscille entre 12 et 14 millions de dollars.

Drapeau d'Anonymous.

Dans la nuit du 29 au 30 mai 2012, la nébuleuse Anonymous diffuse une vidéo de deux heures sur YouTube comprenant des images de l'événement. La vidéo commence par une revue de tournage montrant en accéléré la construction de la salle de spectacle et la préparation de la réception. La deuxième partie montre l'arrivée des invités. La troisième, d'une durée d'une heure et quatre minutes, montre le spectacle. La dernière partie, d'une durée de 20 minutes, a vraisemblablement été filmée lors du brunch du lendemain.
Anonymous informe ensuite Le Journal de Montréal qu'il dispose d'autres vidéos qui seront diffusées si le gouvernement du Québec continue de l'ignorer. Le collectif déclare que « cette vidéo met en évidence l'avarice de l'élite » et que « personne ne devrait avoir ce genre de pouvoir tant que tous les humains de la planète n'auront pas un toit sur [leur] tête et de la nourriture dans leur assiette ».
François Bonnardel, de la CAQ, soutient que Jean Charest n'avait pas d'affaire à Sagard. Amir Khadir compare la vidéo aux Temps des Bouffons de Pierre Falardeau. Le journaliste et essayiste Robin Philpot affirme que « c'est très bien que ça sorte » et accuse Jean Charest d'être redevable à Paul Desmarais. Hugo D'Amours, l'attaché de presse du premier ministre, accuse Robin Philpot de voir des conspirations partout.
Nicolas Van Praet, du Financial Post, soutient que cette attaque d'Anonymous est absurde et ne sert qu'à embarrasser une famille puissante.
Plusieurs spécialistes des médias comme Marc-François Bernier et Sylvain Rocheleau se questionnent sur le fait que des publications comme La Presse et Le Soleil, propriétés de Gesca, une filiale de Power Corporation du Canada, ne font pas mention de cette vidéo,. Le site web Cyberpresse finit par publier un article à ce sujet dans l'après-midi du 31 mai.
Le Commissaire au lobbyisme annonce ne pas se servir de la vidéo dans son enquête, affirmant qu'elle ne montre qu'une « activité mondaine ».